# Cristian Erbes
Cristian Damián Erbes (Buenos Aires, 6 gennaio 1990) è un calciatore argentino, centrocampista del San Miguel.

## Carriera
Cresciuto nelle giovanili del Boca Juniors, debutta in campionato il 4 ottobre 2009 nella partita vinta 4-2 contro il Vélez Sarsfield. Giocherà solo un'altra partita di campionato ma con le dimissioni dell'allenatore Alfio Basile e con il conseguente avvento di Abel Alves diventa titolare, segnando anche un gol al Lanús.

## Palmarès

### Club

#### Competizioni nazionali
- Campionato argentino: 1

Boca Juniors: 2015